# ESTRI Gateway
Ein Electronic Standards for the Transfer of Regulatory Information (ESTRI) Gateway ist ein Datenaustausch-Standard zur Unterstützung behördlicher Kommunikation im Bereich Arzneimittelzulassung/Arzneimittelüberwachung.

## Definition
Ein ESTRI Gateway ist konform mit den empfohlenen Kernstandards. Die verschiedenen Arzneimittelbehörden wie beispielsweise die Europäische Arzneimittel-Agentur (EMA), das deutsche Bundesinstitut für Arzneimittel und Medizinprodukte (BfArM), das japanische Ministerium für Gesundheit, Arbeit und Soziales (MHLW) oder die amerikanische Food and Drug Administration (FDA) implementieren diese vielschichtigen Standards, um Informationen mit anderen Parteien, vor allem aus der pharmazeutischen Industrie, austauschen zu können. Der Datenaustausch ist dabei unabhängig von der technischen Infrastruktur auf beiden Seiten. Die FDA nennt ihr ESTRI Gateway heute Electronic Submissions Gateway (ESG).
Entwickelt wurde der ESTRI Gateway Standard von der Arbeitsgruppe M2 der ICH.

## Inhalt
Inhaltlich adressiert das ESTRI Gateway folgende Aspekte:
- Physische Medien
- Dateiformat (XML, SGML)
- Datenaustausch von Informationen (AS1, AS2, AS3 Standard)

Die Anforderungen an das Ausfüllen der Datenfelder von ICSRs (Individual Case Safety Reports oder Verdachtsfälle unerwünschter Arzneimittelwirkungen) und SUSARs (Suspected Unexpected Serious Adverse Reactions oder Verdachtsfälle unerwarteter schwerwiegender Nebenwirkungen eines Prüfpräparats) werden in den ICH ICSR DTD Version 2.1 festgelegt.